# 部活動
部活动（日语：／ bukatsudō），简称部活（日语：／ bukatsu），类似于中文用语当中的学校社团活动，是日本学校在放学后的团体活动，主要由教职员指导在体育或文化、学习方面有共同兴趣的学生进行。作为学校教育活动的一环，部活广泛存在于从小学到大学（或专门学校）的各个教育阶段，尤以中学教育为甚。部活有时也指类似的学校外活动（企业队等），这部分内容以及类似“部活动”的词语将在后文详述。

## 定义与分类
俱乐部活动（日语：／ kurabu katsudō）、小组活动（日语：／ sākuru katsudō）两词与部活动类似，三者经常作为同义语使用，惟本文记述的部活动是学校教育活动一环的概念。部活可分为“运动部”和“文化部”两大类。
语意、含义范围
“部活动”一词为众多学校所用，除企业队等例外情况外，指的都是一种学校教育活动（下文阐述教育上的详细定义）。“俱乐部活动”泛指同好者在指导者指导下进行的活动，具有自发性、互助性和学习性。该词曾是日本学习指导要领中的用语，但随着上述要领改订，俱乐部活动一词分别于2002年和2003年在初中与高中的学习指导要领中消失（后述）。“小组活动”主要指大学内以深化交流为目的进行的活动，也包括进行前两词所不包含活动的团体（男女交流、政治思想集会等）。
历史名称
部活及类似活动的名称在日本的历史上时有变化。明治20年代的旧制中学校曾有校友会、学友会、同窗会和其他学校各自的名称，这些名称的含义没有明确区别，学生会和校友会的活动也没有差异。近代教育普及前的日本存在一些被认为类似于现代部活动的组织，如近代的若者组、若连中、若众组，但它们与部活没有直接关系。
运动部和文化部
部活可分为“运动部”和“文化部”两大类。运动部的部活包括传统武艺在内所有体育运动，文化部则指除此之外的部活（参见下文主要部活列表）。然而，部活中也存在难以以运动部或文化部区分的类型（应援团等）。除运动部、文化部分类以外，根据学校和地区不同，也有将放送部分入总务部等其他分类法。

## 特征
活动内容
部活包含运动（棒球、足球）、艺术与娱乐（管乐、美术、书道、围棋象棋）、学术（文学、科学）、技术（编程）等多方面活动（参见下文主要部活列表）。运动部较为盛行，其人数在初中和高中分别是文化部人数的3.7和2.5倍。学校和教师不会直接指定活动内容，但就现状而言，指导教师可以对活动内容进行较强干涉。
部员、顾问、OB和OG
2007年的调查显示日本有9成初中生、8成高中生参加部活，这些部活的成员称为“部员”。部员主要由该部活所在学校的学生构成，一般不限年级。
高年级部员可被分配部长、副部长等职位，但对面临考试或就业的学生一般不会有硬性要求。规模较大的运动部通常有经理（负责会计和计分工作，与英语词源manager意思不同。）一职。也有不参加部活的在编部员，这类部员称为幽灵部员。部活的指导者称为“顾问”，主要由教职员担任，且存在于所有部活。顾问可能积极参与部活，也可能对其放任不管。教练和指导员也可能请校外人士担任。因毕业而退出部活的人称为OB或OG，他们可以组织“OB会”“OG会”（如“○○高等学校○○部OB会”）。
前辈、后辈与男女区别

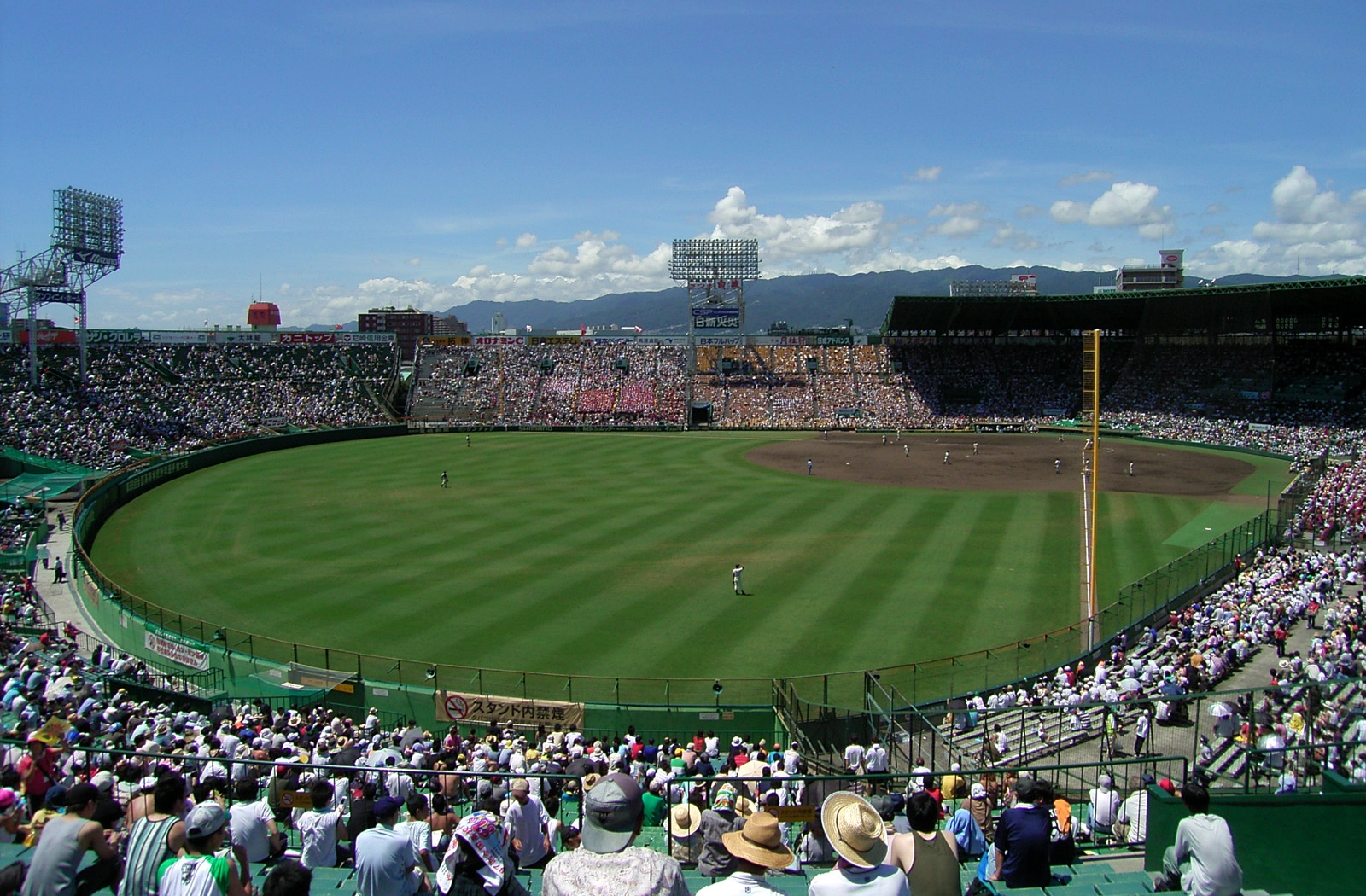
于甲子园球场举行的全国高等学校野球选手权大会禁止女性经理进入棒球场

多数部活中存在明确的前辈后辈关系，这种关系以所在年级和年龄判断，后辈需要服从前辈的安排，这与日本根深蒂固的年功序列思考方式以及部活的历史关联较深。在运动部和文化部方面，男女呈现出不同的偏好。积极参与文化部活动的初中女生是男生的4倍以上，高中则是3倍。不少运动部存在对男女的区别，即使是同一项目也会根据男女分为两个不同的部，但男子运动部有时会请女生当经理。文化部下的管乐部等有时也会区分男女。部活中存在的男女区别已引发了一些问题。
招新、部活生活、设立与废止
没有在校部员的部活将面临废止的命运，部员若希望部活继续存在，则需要招募新生。招新的形式包括在入学仪式上发放传单，在学校安排的时间进行活动展示等，想加入的新生需要递交入部申请（入部届）。为监督学生，校方通常会要求入部申请需向学校提交，而不是直接提交至相应的部。此外，校方可能在处理入部申请时调整各部活动的人数。招新过后，各部通常会举行盛大的欢迎会欢迎新生加入。毕业前年级的学生由于面临考试或就业等压力，通常会控制自己的部活参与。毕业是退出部活的主要原因，非因毕业而退出的成员需要在退出时提交退部申请（退部届）。
新成立一个部（就现状而言）需要得到学校和学生会等的批准，相应指导主要落在活动部员人数和活动内容方面，目的是为确保满足建立要求。未能满足要求的准组织可称为同好会、爱好会等。部活因申请而废止的情况较为罕见，一般都是随着部员减少而自然消失。有时学校也会因部员的负面事件而停止承认某一部活，并将其废部。
活动场所、校外活动
活动场所由学校无偿提供（滑雪部等例外），包括校内的房间、运动场和体育馆。其中提供的房间称为部室，主要位于空教室以及包含众多部室的专用部室栋。部室通常较小，一般只有10平方米至30平方米左右。除用作活动场所以外，部室也可作为存放部活必要备品的仓库和更衣室使用。茶道部等部在校内外都有特殊的活动场所，练习场则通常为数个部所共用。部室和活动场所会优先分配给人员和成果多的社团。为在校外进行集训、比赛、发表会等活动，有时也会借用校外的运动设施、展览会场、音乐厅或其他学校的设施。
活动时间、频率
活动主要在放学后进行，时间集中在下午3时－6时左右。平均活动时间1天约有100分钟，实际上一次活动的时间比这更长。调查显示，1－2成的学生、教师和监护人认为运动部最大的问题便是“活动时间太多”。早晨和午休时也可能进行部活，称为朝练习、朝练等，天文部等的活动时间则可能在夜间。除大学外，顾问在活动时间中均负有常驻并监督的责任。学生在监督时间外的自主性活动有自主练习、自主练等称呼。部活频率各有不同，运动部的活动比文化部更频繁，前者的部活中每周活动6天的最多。体育系中有4成在暑假期间也每日进行部活。
目标、成果
部员通常在一定的目标（例如地区大会冠军）下进行活动，清洁和运营等也由部员进行。虽然部活属于课外活动，但取得的成果会受学校关注，可以影响内申书的记载并左右升学情况。部活的成果有的可成为足够记入简历的成绩，还可能被学校或地方用直幅、奖状等方式表彰。
活动费
活动费称为“部费”，除向部员征收外，也有校方的补助金等补助。补助金按人数和成绩确定，不由学校直接发放，而是通过学生会等学生自治组织分配。OB或OG也可能在活动资金和备品方面提供援助。主要支出有消费品和备品的购买、活动场所的使用费和大会参加费等。一般而言，活动场所特殊，亦或是大量使用乐器和器械的部活所用部费较高。

## 教育上的定义
截至2016年，日本文部科学省把部活归入学校教育范畴，并将其作为教育课程外的学校教育看待。部活原本是学生的自主性活动，考虑到其曾作为军国主义教育手段使用的历史，自主性本应更受重视。然而现在的部活每日都在学校进行，不仅主要由教师指导，还曾列入必修课。比起部活本身及其效果的明显性，部活的定义、意义和运营方法没有那么清晰，名称亦有变化，关于部活的持续性统计和调查研究也较为缺乏。
日本最新的学习指导要领（平成27年，2015年）中表述如下：
学生自主、自发参加的部活动可让学生亲近体育、文化和科学，有助于提高学习热情、培养责任感和团结意识。作为学校教育的一环，安排时需要留意其与教育课程的关联。运营上需要结合地区和学校实际情况，取得当地民众的支持，以及社会教育设施、相关团体等各种团体的合作。
在学习指导要领正文中，关于部活的陈述只有这一节。中学校学习指导要领（初中）和高等学校学习指导要领（高中）中关于部活的表述完全相同，但小学校学习指导要领中没有相应记述。

### 初等教育
日本的小学等初等教育阶段将俱乐部活动（正规教育课程的一种，与作为课外活动的“部活动”不同）列为必修，属于学习指导要领中所述特别活动的一个领域。俱乐部可以由学校独自设置，也可以是几个学校合作设立。必修俱乐部活动外的自主、自发性活动可称为“课外俱乐部”（課外クラブ）或“选修俱乐部”（選択クラブ）。“学校俱乐部”（学校のクラブ）和“地区俱乐部”（地域のクラブ）间通常难以明确区分。

### 中等教育
初中和高中等中等教育阶段的部活现在是一种自主的课外活动，但以前曾作为必修出现。1971年的学习指导要领开始将“俱乐部活动”（与作为课外活动的“部活动”不同）列为必修，且教学实践中与部活无甚区别。1992年的学习指导要领指出“参加部活可以替换‘俱乐部活动’的课程学习”，部活随之成为必修科目。2002年的学习指导要领废除了“俱乐部活动”，部活不再要求必修。现在作为课外活动一环的部活由各校根据实际情况组织，学生自主、自发地参加。

### 高等教育
大学、短期大学、高等专门学校等高等教育阶段，学校较少干预部活等各种活动，部活没有明确的定义，大学教师也基本不会指导部活。这个阶段也有称为小组活动或校际（一般略称）的跨院校活动以及其他一些活动。高校内活动一般属于学校学生自治会下的体育会和文化会等自治组织，但也有不属于这些组织的活动。

## 历史

### 明治

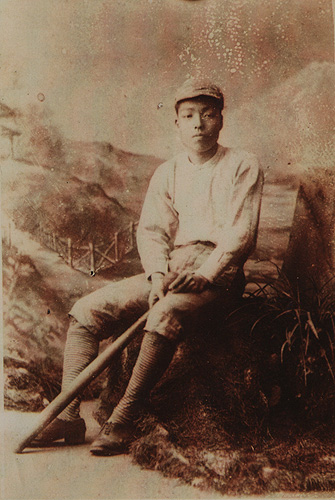
1890年3月穿着棒球服的正冈子规，他通过文学创作促进了棒球在日本的普及

1871年，明治政府公布“学制”，近代学校开始在日本出现。招聘外国人教师、留学生、回国工程师将欧美运动带入日本，部活开始发端。当时中等学校以上的学生对此展现出浓厚兴趣，同好间组建了各种社团，例如“庆应3年（1867年），英国侨民在横滨海岸成立驳船俱乐部，举行的赛艇活动瞬间在学生内部传开。明治10年（1877年）左右，隅田川、品川湾、大阪湾等地都有学生同好社团进行划船运动”。这段时期组建的社团（庆应义塾1873年成立的“三田演说会”和札幌农学校的“游戏会”等）被部分观点视为“校友会”的起源。外来的运动和文化在这段时期可称作一种地位象征，只在部分精英集团内传播。
从1879年公布的“教育令”开始，日本学校制度多次发生改变。经过日式改良的传入运动从高校开始传播，对抗赛、联赛等比赛也开始出现，毕业于东京高等师范学校的教师将这些运动传向了全日本的初高中和高等女学校。这段时期的活动更偏向爱好、友谊的范围，教师亦有享受活动的乐趣。文化部的各个活动也在此时开始出现。大日本帝国宪法于1889年颁布，次年又发布了教育敕语，日本近代教育制度逐渐成型。学生的自主活动随之增加，一时间成立了众多不同社团，统管这些社团的“校友会”和“学友会”等组织随后出现。初等、中等、高等教育阶段的运动部对抗赛逐渐盛行并受到大众关注。受明治末期日俄战争的影响，对抗赛激起了学生的对抗意识，活动逐渐由娱乐性变为竞技性。
以东京府寻常中学校（现日比谷高校）为例，“明治23年（1890年）建立了全校一体的‘学友会’。学友会由校长作为会长，工作范围随时间扩大，包括组织修学旅行，设立击剑部，举行运动会，开设游泳部，设立茶话会，划艇部赛艇，发行学友会杂志等。翌年24年（1891年）成立茶话会、杂志部、击剑部、划艇部、运动部、游泳部，明治25年（1892年）成立柔术部。此外，学校于明治27年（1894年）宣布不承认盛行于学生间的自主活动（尚德义会、耕文会、有志划艇俱乐部等）（略），将它们一个个收编至学友会下。截至明治37年（1904年）新设立的部有文学部和射击部，运动部下增设了赛跑科、草坪网球科、棒球科、音乐部、相扑科”。
当时的文部省致力于学科课程，（除仪式性的学校活动外）课外活动基本都听任学校教师安排，对校友会活动也不设限制或奖励。校友会活动并不正式存在于学校制度，“说到底只是事实上有而已”。部活作为学校教育一部分，此时已开始被视为教育课程以外的学校教育。

### 大正

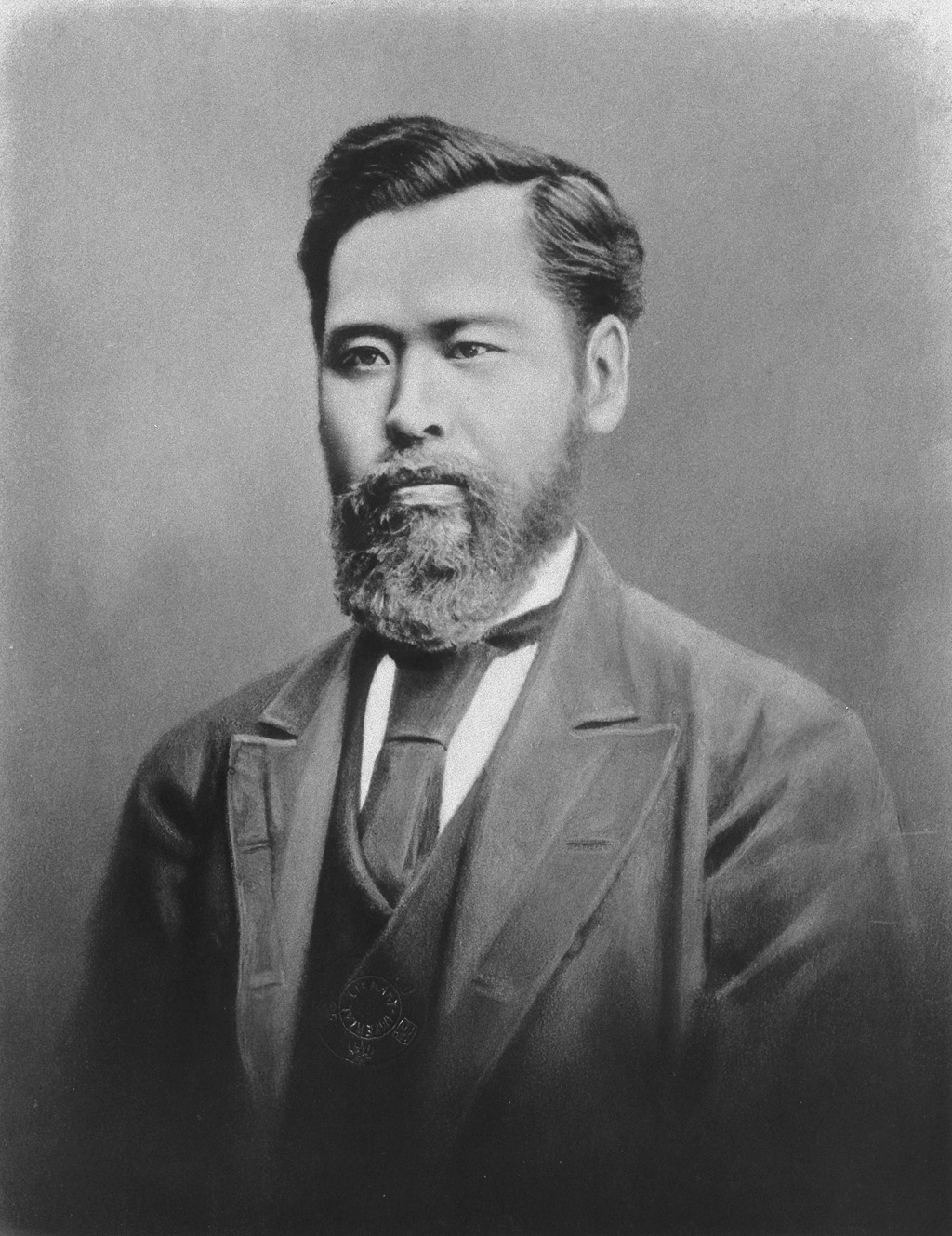
初代文部大臣森有礼。他颁布了数项“学校令”调整学校制度，并于1885年引入兵式体操

受第一次世界大战的各种影响，这一时期的日本正为今后的军国主义教育而调整教育基础。1918年，日本内阁总理大臣的咨询机构“临时教育会议”建议进行“配合势力圈扩大国策的教育”和“以培育忠孝道德强化国体思想”。政府鼓励体育活动，并将形式化的瑞典体操（即森有礼的兵式体操）引入学校教育。文部省亦注意到部活中出现的锻炼主义，以及其与正课“体操”所进行德性培养的协同效应。在政府鼓励体育活动，并以之作为思想教育手段的同时，部活也随之愈发活跃。
另一方面，在第一次世界大战带来的经济繁荣与大正民主的风潮下，民众的余暇增多（可从轻井泽的开发中看出），体育运动走向大众化。像皇太子裕仁喜爱的高尔夫一样，运动的流行不再限于学生范围内。受欧美推行新教育运动的影响，日本教育界掀起了致力于培养孩子个性的大正自由教育运动。根据1918年公布的大学令，各私立学校逐个升格成为大学。这些动向影响到了校友会，地区比赛和全国比赛、国际赛事从大正前期便开始增多。大正后期设立了大日本蹴球协会，还举办了第一次全国选拔中等学校野球大会等持续至今的日本全国赛事，这些赛事中也有来自台湾等日本以外地区的校友会参加。
帝国主义和军事教育，民主和大众化，这些不同的因素共同推动了体育（或者说运动）的发展。在此影响下，以运动部为中心的大正时期校友会、学友会活动可以说态势良好，但这只是中等学校以上的现象。这时，初等教育的校友会已开始受到管控，对抗赛呈下降趋势。体育运动的开放性逐渐被夺去，校友会成了培养有忠君爱国精神国民的“手段”。由于文化部并入校友会，文化部受到的管理也有加强，文部省在1924年禁止了各校的学校剧。

### 昭和（二战前）
这一时期的教育奉行国家主义和军国主义，校友会活动也有了军事气息。在国威发扬政策下，日本大力向世界展示自己的体育水平，并在足球、篮球、马拉松等项目的国际比赛中取得了成绩，这些都为国威发扬所利用。但此时日本的体育运动由选拔选手独占，学校教育中的校友会活动规模逐渐缩小，对抗比赛也减少了。此后日本禁止将橡胶原料用于球类，加上运动场的战时农园化，这些都使状况更加恶化。
在1931年的中学校令施行规则修订中，文部省首次确认教育课程以外的校友会属于学校教育，还特别设立了自由研究（设定于学科课程以外的学生自发性研究时间，每周2小时以内，依学生的能力、爱好、环境、愿望而定）。这一举措被认为是“文部当局方针和态度划时代的转变，在此之前该部门一直没有积极鼓励部活”，亦有观点认为其“有助于停滞的文科系部活重新活跃”。
第二次中日战争于1937年爆发，此后的日本教育方向致力于将所有学生培养成皇国民。1941年，文部省指示称“各学校须以树立贯彻报国精神的校风为目标，为此应将原有的校友会和其他各个校内团体解体，统一成学校报国团”。随着1943年战时学徒体育训练实施要纲制定，1944年学校报国团锻炼部与国防训练部统一，1945年授课全面停止，国家为推行战争对部活进行了限制，部活一个接一个地或是废止，或是停止活动。

### 二战后
二战后新创的学校缺少校舍和教科书，学生和教师便集中在一起，进行体育运动和文化活动。在驻日盟军总司令部的指令下，文部省在战败仅9个月后便允许校友会继续存在，校友会的目的从“培养对国家的忠诚心”转变成“培养民主主义的原动力”。治安恶化和年轻人的堕落是1946年较大的社会问题，校友会部活可用于预防犯罪也是其得以存续的原因之一。义务教育的新制中学校也将其作为吸引学生的手段。
1947年的学习指导要领一般篇（草案）引入了（作为选修科目中自由研究的）“社团活动”。社团活动并非用于取代校友会，但它和校友会的部活十分相似，并与校友会的部活同时存在。警惕旧制校友会复活的教师中出现了赶走校友会，以“社团活动”取而代之的声音（把自由研究改为特别教育活动）。这一过程中，“在资金和人员有自主性的学生会下的部活”于1949－1950年出现。在组织和活动形态方面，此时与今天的学生会已别无二致。
1951年的学习指导要领一般篇（草案）将教授科目以外的活动定义为“特别教育活动”，规定“包括课外活动在内的特别教育活动是学校的正规教育活动”，部活得到正式承认。该文件还规定“文化部以提升会员文化为目的。运动部以锻炼会员身心、培养会员人格为目的。”尽管文部省想利用部活进行道德教育，但部活却成为文化课程学习的牺牲品，没有得到良好发展。19世纪50年代后期的部活多用于辅助课程学习，如“英语部”“理科部”等。
在金融界等方面的请求下，经济于1960年左右进入高速发展期的日本计划提高教育水平。1971年实施的学习指导要领内容详尽，引入了不同于部活的“社团活动”时间，当时部活参加率正处于下降趋势。引入该时间有多种不同目的，其中最大的目的在于减轻教职员的正常时间外劳动。但实际上这一举措反而增加了教师负担，还引发了学生不能按照自己希望进行活动，1个课时的时间过短等各种问题。1980年宽松课程开始推行，“参加部活可以替换部分或全部社团活动的课程学习”的规定实际上废止了必修社团活动，并用必修化的部活参加取代。根据惯例，部活只能替代一课时的必修社团时间。
1992年后，逃学、欺凌、校园暴力、教学秩序崩溃等问题引发了越来越多的关注。面对信息化、价值观多样化等新变化，越来越多的学校开始精简机构。日本近年的少子化引起教师过多，减少新教师的录用又引发学校内教师高龄化、运动部顾问体力衰落等问题。2002年的学习指导要领删除了中等教育的必修社团活动，新增“综合性学习时间”，部活不再是必修科目（初等教育除外）。当前的学习指导要领中，涉及部活的部分仅剩下一节。

## 调查与统计
中等教育中的部活意义较为重大，对此进行的统计也不时出现。
| 问题                                     | 初中  | 高中  |
| ---------------------------------------- | ----- | ----- |
| 只接受申请者入部                         | 38.9% | 78.6% |
| 原则上全员入部，参加该部所有活动         | 54.6% | 16.6% |
| 原则上全员入部，只需参加该部部分活动     | 6.6%  | 4.8%  |
| 对入部申请者基本不作调整，按学生希望分配 | 83.0% | 95.0% |
| 对入部申请者会作少许调整                 | 17.0% | 5.0%  |

来源
1. ↑  关于中学生、高校生体育活動的調查研究協力者会議 日本文部科学省 1997年12月。調查本身以運動部为对象，但这一問题包括運動部和文化部双方。

## 事件与课题
部活面临的问题包括欺凌、指导教师折磨学生、对学科课程的影响、学生减负、指导教职员减负和津贴的改善等。
2013年的调查显示长野县的部活广泛存在朝练习现象，在日本全国范围内也显得突出，调查结果引发了中学生过于疲劳方面的疑虑。
2015年，作为社团活动的教师收到的津贴过少引发了关注。周六日工作4小时以上的顾问日薪只有3,000日元，这种过低的工资成为了问题，随后劳资双方进行了谈判。
2016年8月，NHK的《今日焦点》节目播出了管乐部指导者大骂学生、踢椅子等行为的录音。指导教师进行折磨行为的部活称为“黑部活”（ブラック部活），该节目批判了教师否定学生人格的谩骂，以及对学生进行足以让人身体崩溃的长时间强制拘束。

## 主要种类列表

### 运动系
| - 球技系 - 棒球（硬式棒球、软式棒球） - 网球（硬式网球、软式网球） - 排球（沙滩排球） - 篮球（3x3） - 足球（室内足球） - 橄榄球 - 美式足球 - 羽毛球 - 触身式橄榄球 - 乒乓球 - 垒球 - 袋棍球 - 手球 - 曲棍球 - 冰球 - 水球 - 高尔夫球 - 10瓶制保龄球 - 门球 - 壁球 - 藤球 | - 武术、武道系 - 古武术、古武道（柔术、居合术、弓术、棒术） - 现代武道（相扑、柔道、剑道、居合道、空手道、弓道、合气道、薙刀、杖道、铳剑道、短剑道、少林寺拳法、日本拳法、躰道） - 中国武术（太极拳、八极拳、少林拳） - 击剑 - 射箭 - 格斗技系 - 摔跤 - 拳击 - 跆拳道 - 踢拳、泰拳 - 卡波耶拉 | - 户外运动系 - 游泳 - 滑雪 - 单板滑雪 - 雪車雪橇（雪車、雪橇、鋼架雪車） - 登山（山岳、青少年徒步旅行、远足） - 赛艇（帆船赛） - 独木舟 - 小帆船 - 游艇（航行） - 滑浪风帆 - 冲浪 - 滑水 - 潜水（水肺潜水、皮肤潜水） - 轮滑 - 滑板 - 悬挂式滑翔、滑翔伞 - 自行车 | - 其他 - 田径 - 滑冰（、） - 体操（竞技体操、艺术体操、蹦床） - 举重 - 健力 - 有氧运动 - 健美 - 马术 - 应援团、啦啦队、舞棒 - 航空部 - 飞镖 - 舞蹈（民俗舞蹈） - 夜来（YOSAKOI、Yatose（ヤートセ）等） |

### 文化系
| - 艺术系、艺能系 - 邦乐、管乐、管弦乐、室内乐、吉他（古典吉他）、手摇铃、曼陀林、筝曲、日本琴、尺八、三味线、鼓（太鼓、武藏野囃子（むさしのばやし）） - 轻音乐、摇滚乐、爵士乐、民俗音乐 - 合唱（Chorus） - 美术、绘画、插画 - 演剧 - 吟诗 - 落语、落语研究会 (小组活动) - 摄影、数码摄影 - 手工艺、服装 - 电影 - 广播 - 书道 - 茶道 - 华道 - 漫画、动画、创作 - 桌上游戏（围棋、将棋、国际象棋、麻将、黑白棋、五子棋、游戏牌、TRPG、歌牌（竞技歌牌等）） - 视频游戏、主机游戏、电子游戏、俄罗斯方块 - 电脑、个人电脑 - 小测验 - 魔方 - 魔术（Magic） - 速记 - 艺能（广告、偶像、八卦研究等） | - 学术系、社会系 - 文艺、文学 - 民俗学 - 科学（化学、生物、物理、地球科学、天文）、数学 - 农业（园艺、畜牧业等） - 社会（地理、历史、史学、旅行） - 外语、英语、英语会话（ESS）、德语、法语、阿拉伯语、俄语 - 商业（簿记等） - 报纸、新闻学、大众媒体 - 政治、辩论部、雄辩会、辩论 - 社会福利、志愿者、红十字（青少年红十字） - 教育（教育学研究，以及教育、育儿、儿童志愿者，教员采用试验对策学习等） - 交通工具（铁路、） - 技术、产业系 - 电脑、电子计算机，、传播媒体、文字处理器 - 、机器、工作 - 汽车、船、水上、航空（可能分入运动系） - 自行车运动 - 业余无线电、无线电、电子工作 - 航空研究会 - 交流系、思想系 - 社会人圈子兴趣体育 - 特定宗教、特定意识形态 - 料理（菓子、批评） |

## 主要交流组织、比赛列表
部活与其他学校每年有数次交流，形式包括交流比赛、联合练习、联合集训、演奏会、展示会等，这在中等教育阶段是学生和其他学校交流的最大机会。有的部活为参加全国赛事等部活间交流，甚至出现多次缺课的现象。不少交流组织都是全国范围的大型组织，这些组织与职业体育组织距离较近。

| - 世界大学运动会 - 各地区大学综合体育大会（也有不组织的地区） - 全日本医科学生体育大会王座决定战 - 东日本医科学生体育联盟 - 东日本医科学生综合体育大会 - 西日本医科学生体育联盟 - 西日本医科学生综合体育大会 - 全日本齿科学生体育聯盟 - 全日本齿科学生综合体育大会 - 全国高等专门学校体育协会（下辖各地区的高等专门学校体育联盟） - 全国高等专门学校综合体育大会 - 全国高等学校体育联盟 - 全国高等学校综合体育大会 - 日本高等学校棒球联盟 - 选拔高等学校野球大会 - 全国高等学校野球选手权大会 - 日本中学校体育联盟 | - 全日本大学新闻联盟设立准备委员会 - 全國高等學校文化聯盟 - 全國高等學校綜合文化祭 - 全国高等学校文艺大赛 - 全国中学校文化联盟 - 中学校综合文化发表会 - 全日本吹奏乐联盟 - 全日本吹奏乐大赛 - 全日本流行乐团竞赛 - 全日本仪乐竞赛 - 全日本合唱联盟 - 全日本合唱大赛 |

## 关联词语
未收入词典的很多部活关联词语都广为人知，（意为前辈）等词语更通过动画走向了世界。
相关词语
部活、运动部、文化部、归宅部、部员、部长、副部长、先辈、后辈、幽灵部员、顾问、经理、OB、OG、入部届、退部届、部费、入部、退部、兼部、废部、朝练习（朝练）、自主练习（自主练）、部室
- “经理”主要指运动部中负责选手后勤工作的人，包括管理备品和记录运动情况，与英语manager和公司中经理一词的含义不同。男子运动部中通常有女学生担任经理。
- “幽灵部员”是部活中不参加活动的部员的俗称，原因包括在入部义务下强迫加入，只是为记入内申书（日语：内申書）和简历等的名义入部，参加多个部活，挂名参加等。
- “归宅部”是一种虚构部活，由不参加部活、放学后立即回家的学生“组成”。由于日本很少有学生不加入部活，这个名词多用作对不参加部活学生的揶揄和自嘲。

类似概念
校友会、同窗会、学生会（生徒会）、小组（サークル）、校际（インターカレッジ）、部、同好会、爱好会、聚餐会（コンパ）

## 脚注

### 引用
1. ↑  仁木 2011，第10頁.
2. ↑   （日語）
3. 1 2 3  .   [2016-12-01]. （原始内容存档于2016-10-26） （日语）.
4. ↑  . livedoor news. 2016年8月  [2016-12-01]. （原始内容存档于2016-11-16） （日语）.
5. 1 2 3   （页面存档备份，存于）　文部科学省　平成９年１２月 （日語）
6. ↑  .   [2016-12-01]. （原始内容存档于2016-08-16） （日语）.
7. ↑   （日語）
8. ↑  仁木 2011，第202頁.
9. ↑  （页面存档备份，存于） （页面存档备份，存于）  （页面存档备份，存于） （日語）
10. ↑  仁木 2011，第41頁.
11. ↑   （日語）
12. ↑   （日語）
13. ↑  仁木 2011，第43頁.
14. 1 2 3 4  仁木 2011，第46頁.
15. ↑  仁木 2011，第48頁.
16. ↑  仁木 2011，第49頁.
17. ↑   （日語）
18. ↑   （日語）
19. 1 2  仁木 2011，第54頁.
20. 1 2 3  仁木 2011，第60頁.
21. ↑  神元, 敦司. . 2015-07-21  [2016-12-01]. （原始内容存档于2016-08-13） （日语）.
22. ↑  仁木 2011，第55頁.
23. ↑  仁木 2011，第56頁.
24. 1 2  仁木 2011，第58頁.
25. ↑  仁木 2011，第59頁.
26. ↑   （日語）
27. ↑   （日語）
28. ↑  仁木 2011，第62頁.
29. ↑  仁木 2011，第110頁.
30. 1 2  仁木 2011，第105頁.
31. 1 2  仁木 2011，第108頁.
32. ↑  仁木 2011，第113頁.
33. ↑  仁木 2011，第119頁.
34. ↑  仁木 2011，第115頁.
35. ↑  仁木 2011，第135頁.
36. ↑  仁木 2011，第137頁.
37. ↑  仁木 2011，第144頁.
38. ↑  仁木 2011，第163頁.
39. ↑  仁木 2011，第170頁.
40. ↑  仁木 2011，第172頁.
41. ↑   （日語）
42. ↑  （页面存档备份，存于） （页面存档备份，存于）  （页面存档备份，存于） - BLOGOS2015年01月04日 （日語）
43. ↑   （日語）
44. ↑   （页面存档备份，存于） （日語）